# 高松自動車学校
高松自動車学校（たかまつじどうしゃがっこう）は、株式会社T・D・Sが運営する香川県高松市にある香川県公安委員会指定自動車教習所。丸亀市の丸亀自動車学校は姉妹校である。

## 取得免許
- 大型自動車（一種、二種）
- 中型自動車（一種、二種）
- 準中型自動車（一種）
- 普通自動車（一種、二種／MT、AT）
- 大型自動二輪車
- 普通自動二輪車
- 小型自動二輪車

## 沿革
- 1960年（昭和35年） - 開校。

## 所在地
〒761-8056 香川県高松市上天神町字堀ノ角646番地

## 取得者数・事故率
年次によって変動はあるものの、平均した卒業生は香川県内の教習所で最多である。また、事故率については全国平均を上回ってはいるが、そもそも香川県全体が全国平均と比較すると初心運転者の事故が多い県であるため、当教習所は県の平均を下回っているばかりか、県内の教習所で最も低くなっている。
| 年次   | 高松自動車学校 | 高松自動車学校 | 高松自動車学校 | 香川県計    | 香川県計 | 香川県計 | 全国計        | 全国計      | 全国計 |
| 年次   | 取得者数       | 事故人員       | 事故率         | 取得者数    | 事故人員 | 事故率   | 取得者数      | 事故人員    | 事故率 |
| ------ | -------------- | -------------- | -------------- | ----------- | -------- | -------- | ------------- | ----------- | ------ |
| 1999年 | 1352人         | 12人           | 0.89%          | 1万2639人   | 158人    | 1.25%    | 160万7992人   | 2万6278人   | 1.63%  |
| 2000年 | 1427人         | 21人           | 1.47%          | 1万2329人   | 198人    | 1.61%    | 156万7427人   | 2万6716人   | 1.70%  |
| 2001年 | 1377人         | 22人           | 1.60%          | 1万2086人   | 295人    | 2.44%    | 153万1898人   | 2万8255人   | 1.84%  |
| 2002年 | 1279人         | 24人           | 1.88%          | 1万1911人   | 255人    | 2.14%    | 149万9073人   | 2万7686人   | 1.85%  |
| 2003年 | 1333人         | 29人           | 2.18%          | 1万2480人   | 299人    | 2.40%    | 146万2657人   | 2万6270人   | 1.80%  |
| 2004年 | 1378人         | 26人           | 1.89%          | 1万2545人   | 356人    | 2.84%    | 141万8543人   | 2万5256人   | 1.78%  |
| 2005年 | 1368人         | 31人           | 2.27%          | 1万2545人   | 345人    | 2.67%    | 137万7945人   | 2万2991人   | 1.67%  |
| 2006年 | 1444人         | 30人           | 2.08%          | 1万3158人   | 325人    | 2.47%    | 131万9218人   | 2万0943人   | 1.59%  |
| 2007年 | 1343人         | 23人           | 1.71%          | 1万2909人   | 319人    | 2.47%    | 128万3091人   | 1万9279人   | 1.50%  |
| 2008年 | 1279人         | 18人           | 1.41%          | 1万2192人   | 279人    | 2.29%    | 124万4756人   | 1万7143人   | 1.38%  |
| 2009年 | 1146人         | 15人           | 1.31%          | 1万1263人   | 265人    | 2.35%    | 115万0709人   | 1万4885人   | 1.29%  |
| 2010年 | 1275人         | 28人           | 2.20%          | 1万1312人   | 257人    | 2.27%    | 112万5547人   | 1万4429人   | 1.28%  |
| 平均   | 1333.4人       | 23.3人         | 1.74%          | 1万2280.8人 | 279.3人  | 2.27%    | 138万2404.7人 | 2万2510.9人 | 1.61%  |

- 香川県警察の統計による（1999年-2001年、2002年-2003年、2004年-2006年、2007年、2008年-2010年）。
- 取得者数は自動車学校を卒業した年ではなく、免許を取得した年を計上している。また計上されている取得者数は前年の取得者数である。
- 事故人員は人身事故を起こした免許取得後1年以内の初心運転者のうち第一当事者となった者の数で、同年以内に2件以上事故を起こした者は1人としてカウントしている。

## アクセス
- 上天神町交差点を西へ約150m。